# Basilica di Santa Germana di Pibrac
La basilica di Santa Germana di Pibrac è una chiesa cattolica francese situata a Pibrac, nel dipartimento dell'Alta Garonna. È dedicata a santa Germana Cousin (detta  Santa Germana di Pibrac). 

## Storia
Costruita dall'architetto Pierre Esquié, ne venne posata la prima pietra il 15 giugno 1901, sul luogo ove sorgeva un'antica cappella e venne realizzata in stile neoromanico-bizantino. La sua costruzione fu terminata solo nel 1967. Divenne presto meta di pellegrinaggio annuale in onore di santa Germana. All'inizio delle celebrazioni, che durano tre giorni, la cassa aurea nella quale giacciono i resti della Santa, viene portata in processione dalla chiesa di Santa Maria Maddalena di Pibrac, ove risiede normalmente, nella basilica. Il 12 ottobre 2010 papa Benedetto XVI la elevò al rango di basilica minore.

## Immagini della basilica

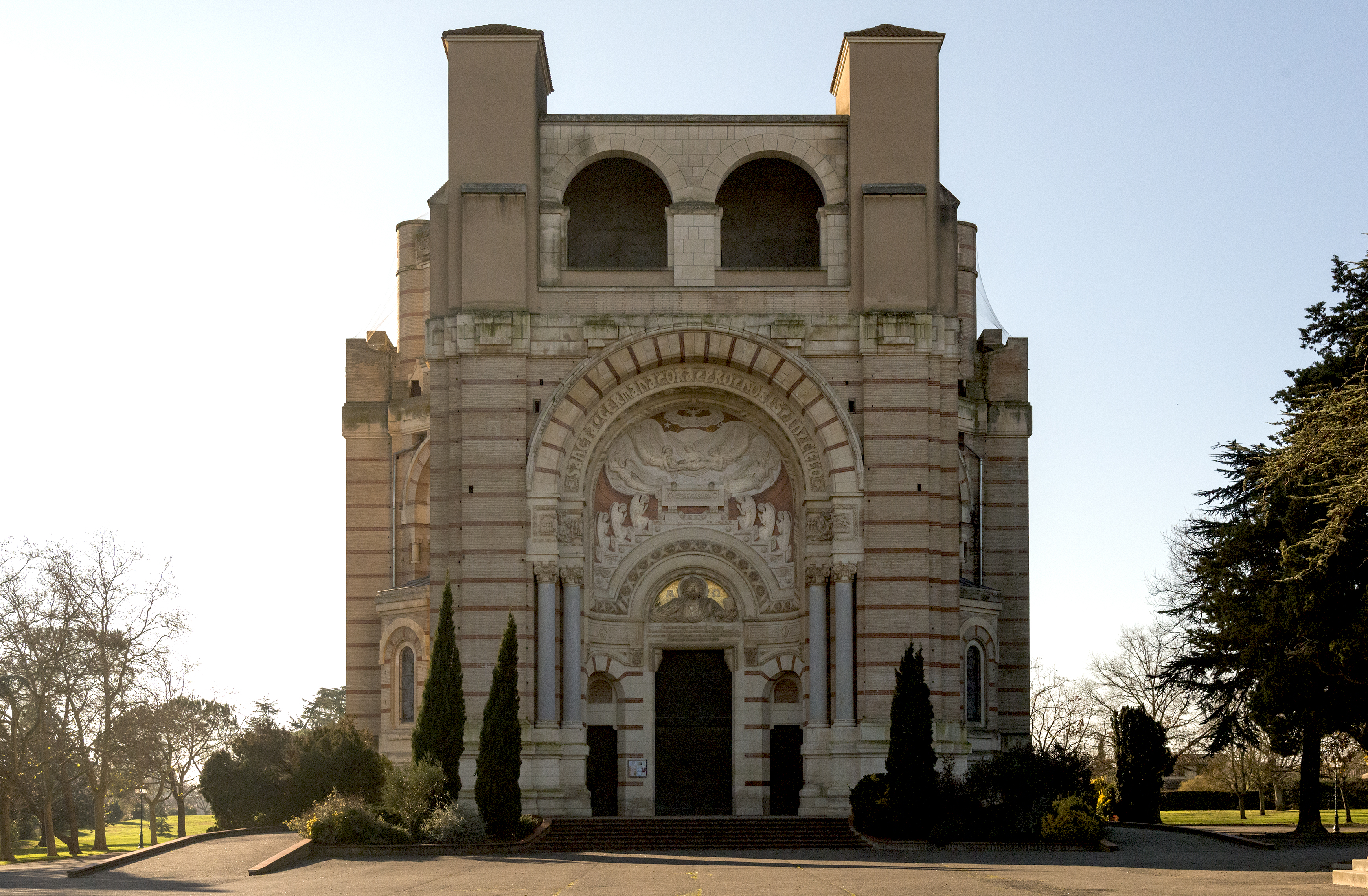
La facciata della basilica
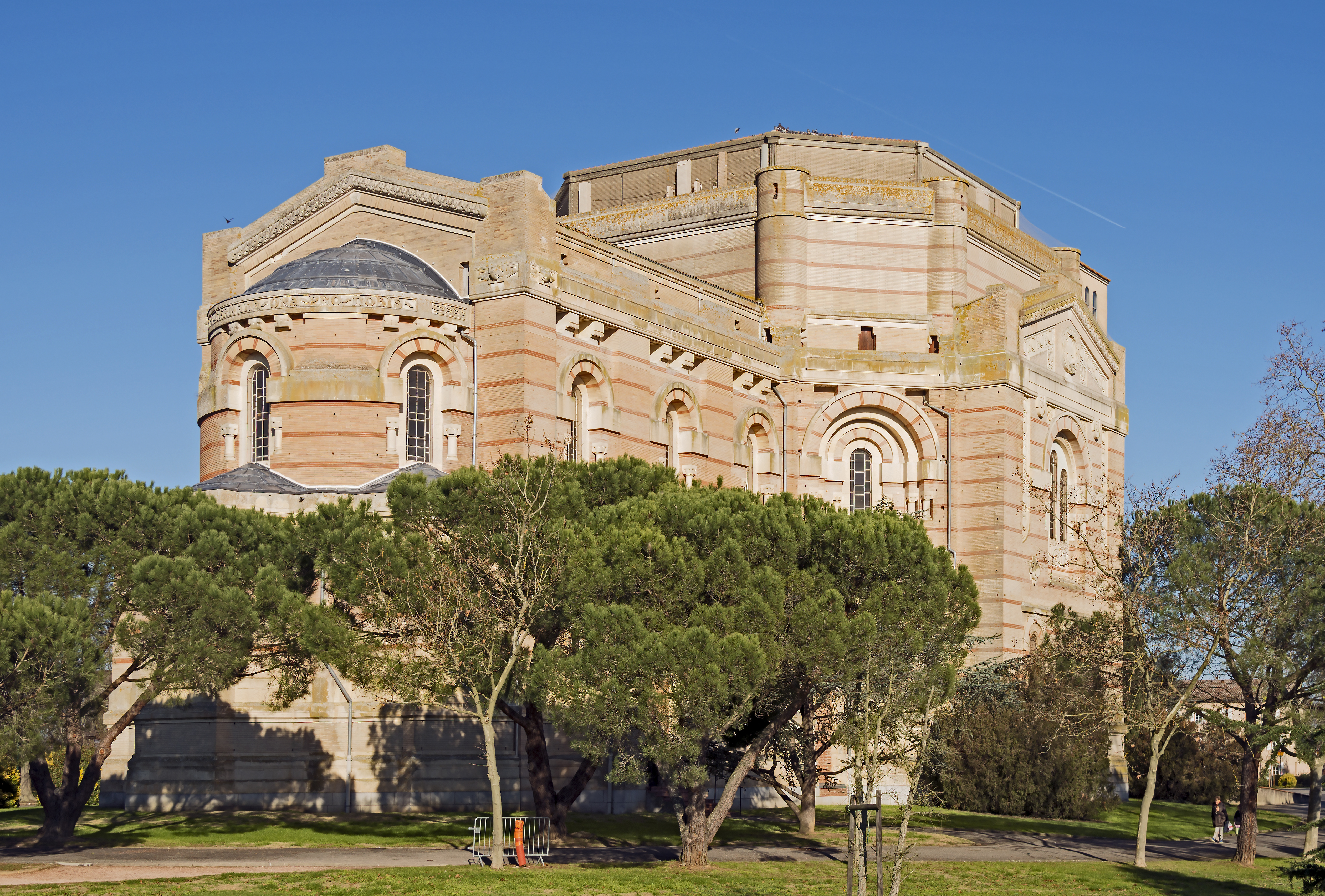
L'abside della basilica